# OTI 1994

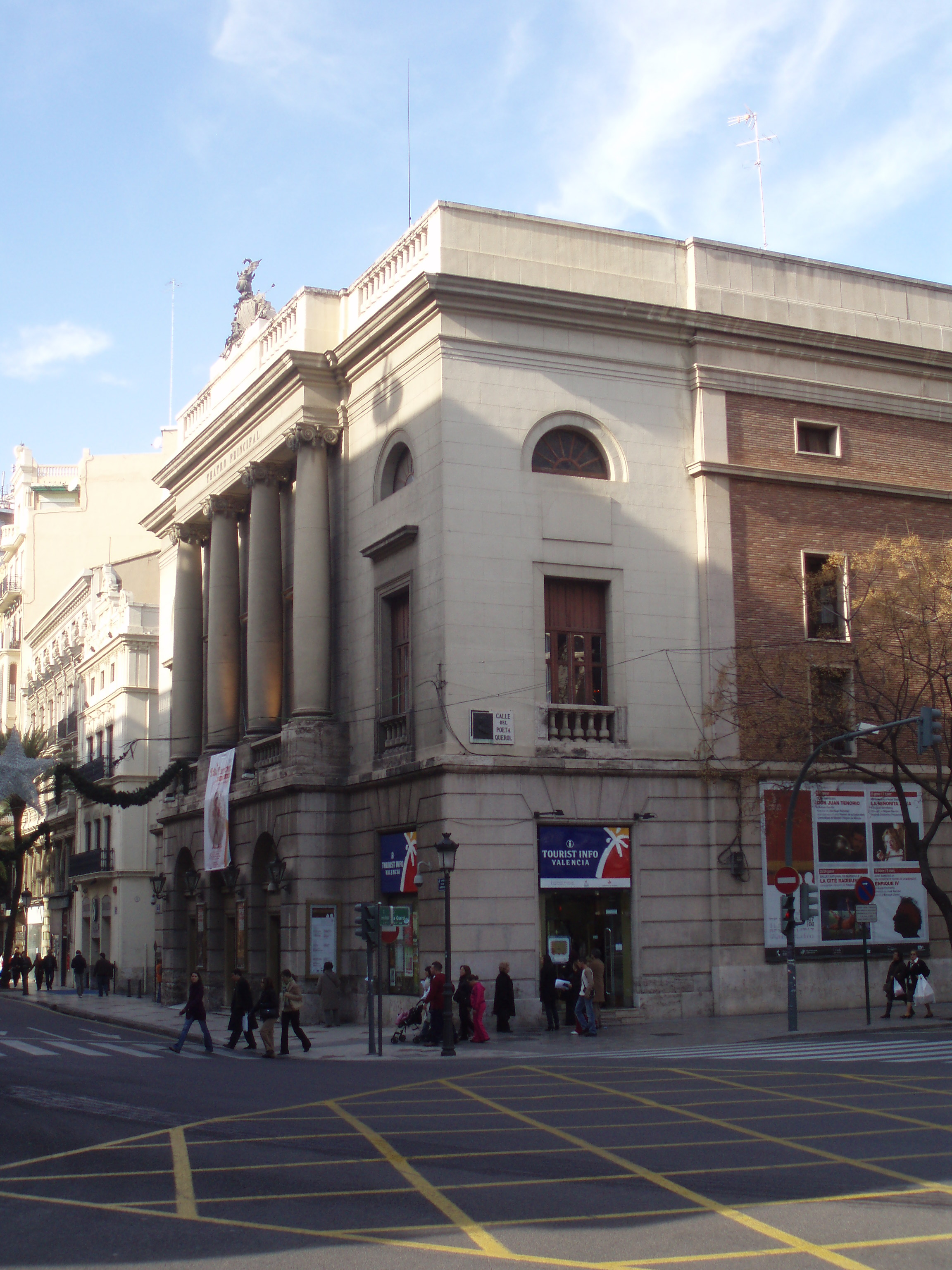
Il Teatre Principal, sede della manifestazione.

Il ventitreesimo Festival della canzone iberoamericana si tenne a Valencia, in Spagna il 14 e 15 ottobre 1994 e fu vinto da Claudia Carenzio che rappresentava l'Argentina.

## Classifica
| Paese                                      | Artista              | Canzone                   | Posizione |
| Argentina                                  | Claudia Carenzio     | Canción despareja         | 1         |
| Spagna                                     | Ana María            | Cuestión de suerte        | 2         |
| Venezuela                                  | Luis Silva           | Enfurecida                | 3         |
| Rep. Dominicana                            | Miryam Cruz          | Con agua de sal           | 4         |
| Messico                                    | Fuga de Goya         | Rompe el cristal          | 5         |
| Bolivia                                    | Gilka Gutiérrez      | Para poder hablar de amor | 6         |
| Ecuador                                    | Contravía            | Temporada baja            | 7         |
| Portogallo                                 | Mafalda Sachetti     | Eu quero um planeta azul  | 7         |
| Cuba                                       | Oswaldo Rodríguez    | Amor y cadenas            | 9         |
| Cile                                       | María Inés Naveillán | La vida va                | 9         |
| Brasile                                    | Ze Renato            | Mulher                    | 11        |
| Stati Uniti                                | Héctor Galaz         | Ganas de gritar           | 11        |
| Nicaragua                                  | Álvaro Villagra      | La sombra del sol         |           |
| Porto Rico                                 | Jéssica Cristina     | Lo que te toca vivir      |           |
| Honduras                                   | Delma Adriana Reyes  | Espera a que den las tres |           |
| Perù                                       | Rocky Belmonte       | Mía                       |           |
| Guatemala                                  | Noris                | Sor Juana Inés y el Ángel |           |
| Colombia                                   | Jorge Hernán Baena   | Quiero saber              |           |
| Panama                                     | Armando Valdivieso   | Mi ciudad                 |           |
| Antille Olandesi                           | Boy Thode            | Libre                     |           |
| Costa Rica                                 | Ricardo Padilla      | Como vino se fué          |           |
| El Salvador                                | Claudia Basagoiría   | Tú, sólo tú               |           |
| Paraguay                                   | Cristina Vera Díaz   | Tierra herida             |           |
| Uruguay                                    | Laura Canoura        | Tus sentidos              |           |
| Luogo: Teatro Principal - Valencia, Spagna |                      |                           |           |